# Keltologie
De keltologie is een discipline die zich bezighoudt met de studie van de cultuur en taal van de Kelten.

## Geschiedenis van de keltologie in Nederland
Anton Gerard van Hamel, een van de grondleggers van de studie Keltisch in Nederland, was vanaf 1920 privaatdocent Keltisch aan de Universiteit Leiden. In 1923 werd Van Hamel te Utrecht aangesteld als nieuwe hoogleraar oudgermanistiek. In datzelfde jaar werd, op initiatief van het College van Curatoren, de leeropdracht Keltisch aan Van Hamels pakket toegevoegd. Dit betekende het begin van de studie Keltisch in Nederland. Na een korte pauze na Van Hamels plotse dood in 1945 werd Maartje Draak, een leerling van Van Hamel, in 1950 benoemd tot lector in de keltologie. In 1957 werd ze aangesteld als hoogleraar, waarmee de studie Keltisch een eigen leerstoel kreeg.
 Daarbij moet wel gezegd worden dat de leerstoel van Draak slechts voor de helft bij de Universiteit Utrecht hoorde. Voor de andere helft hoorde deze bij de Universiteit van Amsterdam, totdat in 1975 de UvA en de UU besloten om Keltisch volledig naar Utrecht te verplaatsen. In 1982 werd Maartje Draak opgevolgd door Doris Edel. In Edels tijd als hoogleraar is het voortbestaan van de studie Keltisch tweemaal onzeker geweest. In 1984 was de Faculteit der Letteren (tegenwoordig Geesteswetenschappen) van plan om Keltisch en een paar andere studies onder te brengen in de mediëvistiek. Uiteindelijk werd dit plan niet uitgevoerd en vanaf 1987 kwam er zelfs een plek vrij voor een extra docent Keltisch. Deze positie werd ingevuld door Leni van Strien.
In 1999 of 1998  maakte het bestuur van de faculteit duidelijk dat de leerstoel Keltisch niet zou blijven bestaan. Doris Edel zou het jaar erna met pensioen gaan, enkele jaren later gevolgd door Leni van Strien. Dit zag het bestuur als een geschikte gelegenheid om de leerstoel op te heffen. Edel en Van Strien waren het er niet mee eens dat de opleiding zou ophouden te besteen en ze hebben zich dan ook hard ingezet om te zorgen dat de leerstoel toch zou blijven bestaan. Het resultaat van hun inzet was dat het College van Bestuur tal van boze brieven ontving van over heel de wereld, waarin het belang van de studie Keltisch werd bepleit. Hierdoor besloot het College van Bestuur het besluit de leerstoel te laten vervallen in te trekken. Leni van Strien bleef doorgaan tot 2003, een jaar na haar pensioen. Dit deed ze om te zorgen dat de overgang naar het toen nieuwe systeem van een Bachelor en een Master goed zou verlopen. In 2005 werd Doris Edel opgevolgd door Peter Schrijver, aangedragen door Leni van Strien.
In 2023 vierde de opleiding haar honderdjarig bestaan.

## Universiteiten met een vakgroep keltologie
- Universiteit Utrecht (Nederland)
- Dublin Institute for Advanced Studies (Ierland)
- Nationale Universiteit van Ierland (Ierland)
- Nationale Universiteit van Ierland, Dublin (Ierland)
- University College Cork (Ierland)
- Universiteit van Dublin (Ierland)
- Universiteit van Oxford (Verenigd Koninkrijk)
- Queens University Belfast (Verenigd Koninkrijk)
- Universiteit van Aberdeen (Verenigd Koninkrijk)
- Universiteit van Edinburgh (Verenigd Koninkrijk)
- Universiteit van Glasgow (Verenigd Koninkrijk)
- Universiteit van Aberystwyth (Verenigd Koninkrijk)
- Universiteit van Wales (Verenigd Koninkrijk)
- Universiteit van Wenen (Oostenrijk)
- Universiteit van Bonn (Duitsland)
- Philipps Universiteit Marburg (Duitsland)
- Adam Mickiewicz University (Polen)
- Staatsuniversiteit van Moskou (Rusland)
- Universiteit van Ottawa (Canada)
- Universiteit van Toronto (Canada)
- Universiteit van Californië (Verenigde staten)
- Harvard-universiteit (Verenigde Staten)